# Колісецький заказник
Колі́сецький зака́зник  — гідрологічний заказник місцевого значення в Україні. Об'єкт природно-заповідного фонду Хмельницької області.
Розташований у межах Теофіпольської селищної громади Хмельницького району Хмельницької області, за 1 км на схід від села Колісець.
Площа 40 га. Статус присвоєно згідно з рішенням обласної ради від 1.11.1996 року № 2. Перебуває у віданні Теофіпольської селищної громади.
Статус присвоєно для збереження водно-болотного природного комплексу в долині річки Жердь.